# Anastasija Szyłowa
Anastasija Igoriewna Szyłowa (ros. Анастасия Игоревна Шилова; ur. 10 stycznia 1991 w Krasnojarsku) – rosyjska koszykarka, występująca na pozycjach rzucającej lub niskiej skrzydłowej, reprezentantka kraju, od 2021 zawodniczka UMMC Jekaterynburg.

## Osiągnięcia
Stan na 20 maja 2024, na podstawie, o ile nie zaznaczono inaczej.

### Drużynowe
- Mistrzyni:
  - Euroligi (2021)
  - Eurocup (2019)
  - Rosji (2023)
- Wicemistrzyni:
  - Euroligi (2016)
  - Superpucharu Europy (2019, 2021)
  - Rosji (2016, 2022)
- Brązowa medalistka mistrzostw Rosji (2017–2020)
- Zdobywczyni:
  - Pucharu Rosji (2021, 2023, 2024)
  - Superpucharu Rosji (2021–2023)
- Uczestnik rozgrywek:
  - Euroligi (2015–2022)
  - Eurocup (2010–2015, 2017–2019)
  - Superpucharu Europy (2019, 2021)

### Reprezentacja
Seniorska
- Uczestniczka:
  - mistrzostw Europy (2019 – 8. miejsce, 2021 – 6. miejsce)[4]
  - kwalifikacji do Eurobasketu (2019, 2021, 2023)

Młodzieżowe
- Mistrzyni Europy U–20 (2010)[5]
- Wicemistrzyni:
  - uniwersjady (2013)
  - Europy:
    - U–20 (2011)[6]
    - U–18 (2008)[7]
- Brązowa medalistka uniwersjady (2015)
- Uczestniczka mistrzostw:
  - świata U–19 (2009 – 6. miejsce)[8]
  - Europy U–16 (2006 – 9. miejsce, 2007 – 6. miejsce)[9][10]